# مصطفی الدرس
مصطفی الدرس (به انگلیسی: Mustafa El-Ders،  زادهٔ ۱۲ دسامبر ۱۹۹۸) یک کشتی‌گیر آزادکار اهل کشور مصر است. وی سابقه حضور در المپیک ۲۰۲۴ پاریس را دارد.  